# May I Sing with Me
May I Sing with Me è il quinto album discografico del gruppo musicale alternative rock statunitense Yo La Tengo, pubblicato nel 1992. È il primo registrato col bassista James McNew.

## Tracce
1. Detouring America with Horns – 3:56 (Georgia Hubley)
2. Upside-Down – 2:31 (Ira Kaplan)
3. Mushroom Cloud of Hiss – 9:09 (Georgia Hubley e Ira Kaplan)
4. Swing for Life – 5:07 (Georgia Hubley e Ira Kaplan)
5. Five-Cornered Drone (Crispy Duck) – 6:26 (Ira Kaplan)
6. Some Kinda Fatigue – 4:26 (Ira Kaplan)
7. Always Something – 4:30 (Georgia Hubley e Ira Kaplan)
8. 86-Second Blowout – 1:26 (Ira Kaplan)
9. Out the Window – 3:53 (Ira Kaplan)
10. Sleeping Pill – 9:25 (James McNew, Georgia Hubley e Ira Kaplan)
11. Satellite – 2:12 (Ira Kaplan)

## Formazione
- James McNew: basso e voce
- Georgia Hubley: batteria e voce
- Ira Kaplan: voce e chitarra
- Gene Holder: basso (tracce 4 e 5)